# Calcio ai Giochi della XXVI Olimpiade - Qualificazioni al torneo maschile
Le qualificazioni al torneo di calcio alla XXVI Olimpiade furono disputate da 127 squadre (44 europee, 10 sudamericane, 16 nord e centroamericane, 27 africane, 25 asiatiche e 5 oceaniche).
Gli Stati Uniti erano qualificati automaticamente al torneo in quanto nazione ospitante. Ad essi, si sarebbero aggiunte 5 squadre dall'Europa, 2 dal Sud America, 1 dal Nord/Centro America, 3 dall'Africa e 3 dall'Asia. Inoltre la vincente del girone oceanico e la seconda classificata del Nord/Centro America disputarono uno spareggio per determinare la sedicesima squadra che doveva partecipare all'Olimpiade.

## Risultati

### Spareggi intercontinentali
| 26 maggio 1996 | Canada | 2 – 2 | Australia |  |

| 2 giugno 1996 | Australia | 5 – 0 | Canada |  |

Si qualifica all'Olimpiade l'Australia (7-2).

## Squadre qualificate
- Arabia Saudita
- Argentina
- Australia
- Brasile
- Corea del Sud
- Francia
- Ghana
- Giappone

- Italia
- Messico
- Nigeria
- Portogallo
- Spagna
- Stati Uniti
- Tunisia
- Ungheria